# 위험회피
경제학과 금융에서 위험회피(危險回避, 영어: risk aversion) 또는 리스크 회피는 불확실성에 노출되었을 때 그 불확실성을 낮추려고 시도하는 사람들(특히 소비자들과 투자자들)의 행동이다.

## 같이 보기
- 한계효용
- 신경경제학
- 낙관적 편향
- 병적 도박
- 신중 (철학)
- 리스크 프리미엄
- 상트페테르부르크의 역설
- 효용